# Direitos LGBT na Europa
Os direitos de lésbicas, gays, bissexuais e transgêneros (LGBT) são amplamente diversos na Europa por país. Dezesseis dos 28 países que legalizaram o casamento entre pessoas do mesmo sexo em todo o mundo estão situados na Europa. Outros treze países europeus legalizaram as uniões civis ou outras formas de reconhecimento mais limitado para casais homoafetivos.
Vários países europeus não reconhecem nenhuma forma de união entre pessoas do mesmo sexo. O casamento é definido como uma união exclusivamente entre um homem e uma mulher nas constituições da Armênia, Bielorrússia, Bulgária, Croácia, Geórgia, Hungria, Letônia, Lituânia, Moldávia, Montenegro, Polônia, Rússia, Sérvia, Eslováquia e Ucrânia. Destes, no entanto, Croácia, Hungria e Montenegro reconhecem parcerias homoafetivas, enquanto a Armênia reconhece casamentos homoafetivos realizados no exterior. A Europa Oriental é vista como tendo menos direitos e proteções legais, piores condições de vida e uma opinião pública menos favorável às pessoas LGBT do que na Europa Ocidental.
Todos os países europeus que permitem o casamento também permitem a adoção conjunta por casais homoafetivos. Dos países que possuem apenas uniões civis, nenhum, exceto Andorra, permite a adoção conjunta e apenas metade permite a adoção por padrastos.
Em dezembro de 2020, a Hungria proibiu explicitamente a adoção de casais do mesmo sexo em sua constituição e em junho de 2021, o parlamento húngaro aprovou uma lei que proíbe a exibição de "qualquer conteúdo que retrate ou promova a redesignação sexual ou homossexualidade" a menores, semelhante à lei russa de "propaganda anti-gay". Treze estados membros da UE condenaram a lei, chamando-a de violação da Carta dos Direitos Fundamentais da União Europeia.
Os três principais países europeus em termos de igualdade LGBT, segundo a ILGA-Europa, são Malta, Bélgica e Luxemburgo. A Europa Ocidental é frequentemente considerada uma das regiões mais progressistas do mundo para as pessoas LGBT viverem.

Estatuto legal da adoção por casais homoafetivos na Europa:
Adoção conjunta legal
Adoção por padrastos legal
Nenhuma lei que permite a adoção por casais homoafetivos

## História
Embora os relacionamentos entre pessoas do mesmo sexo fossem bastante comuns na Grécia antiga, Roma e sociedades celtas pagãs, depois que o cristianismo se tornou a religião oficial do Império Romano, surgiram leis severas contra o comportamento homossexual. Um decreto do imperador Teodósio I em 390 condenou todos os homens homossexuais "passivos" à morte na fogueira. Isto foi seguido pelo Corpus Juris Civilis de Justiniano I em 529, que prescreveu castração pública e execução para todos os que cometiam atos homossexuais, tanto parceiros ativos quanto passivos. O comportamento homossexual, chamado de sodomia, era considerado crime capital na maioria dos países europeus, e milhares de homens homossexuais foram executados em toda a Europa durante ondas de perseguição nesses séculos. As lésbicas eram menos frequentemente punidas, mas também sofriam perseguição e execução de tempos em tempos.

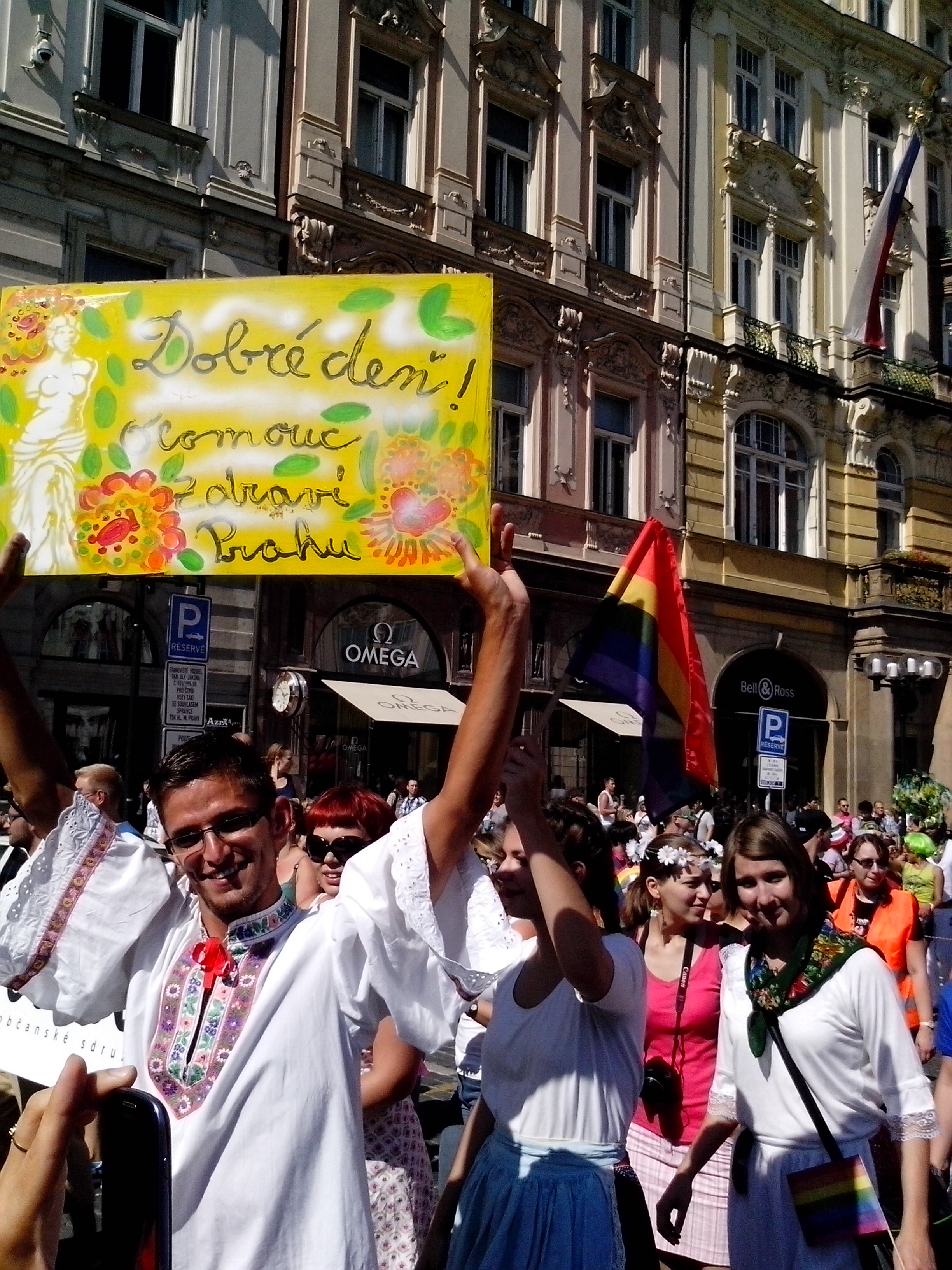
Um participante do Orgulho de Praga de 2013 usando um vestido tradicional da Morávia (Hanakia) e uma placa "Bom dia - Olomouc cumprimenta Praga"

Desde a fundação da Polônia em 966, a lei polonesa nunca definiu a homossexualidade como crime. Quarenta anos após a Polônia perder sua independência em 1795, as leis de sodomia da Rússia, Prússia e Áustria entraram em vigor no território polonês dividido. A Polônia recuperou sua independência em 1918 e abandonou as leis das potências ocupantes. Em 1932, a Polônia sistematizou a idade igual de consentimento para 15 anos  para homossexuais e heterossexuais.
Na Turquia, a homossexualidade é legal desde 1858.
Durante a Revolução Francesa, a Assembleia Nacional Francesa reescreveu o código penal em 1791, omitindo todas as referências à homossexualidade. Durante as guerras napoleônicas, a homossexualidade foi descriminalizada em territórios sob controle francês, como a Holanda e muitos dos estados alemães pré-unificação; no entanto, na Alemanha, isso terminou com a unificação do país sob o Kaiser prussiano, já que a Prússia puniu duramente a homossexualidade. Em 6 de agosto de 1942, o governo de Vichy tornou ilegais as relações homossexuais com menores de 21 anos como parte de sua agenda conservadora. A maior parte da legislação de Vichy foi revogada após a guerra - mas a lei anti-gay de Vichy permaneceu nos livros por quatro décadas até que foi finalmente revogada em agosto de 1982, quando a idade de consentimento (15) foi novamente igualada para casais  heterossexuais e homossexuais.
No entanto, gays e lésbicas continuaram a viver vidas escondidas, uma vez que a desaprovação moral e social pela sociedade heterossexual permaneceu forte em toda a Europa por mais duas décadas, até que o movimento moderno pelos direitos dos homossexuais começou em 1969.
Vários países sob ditaduras no século 20 eram muito anti-homossexuais, como na União Soviética, na Alemanha nazista e na Espanha sob o regime de Francisco Franco. Em contraste, depois que a Polônia recuperou a independência após a Primeira Guerra Mundial, passou em 1932 a se tornar o segundo país da Europa do século 20 a descriminalizar a atividade homossexual (depois da União Soviética, que a descriminalizou em 1917 sob a República Socialista Federativa Soviética Russa, porém foi recriminalizada em 1933 sob Stalin), seguida pela Dinamarca em 1933, Islândia em 1940, Suíça em 1942 e Suécia em 1944. 
Em 1956, a República Democrática Alemã aboliu o parágrafo 175 do código penal alemão que proibia a homossexualidade. Em 1962, o comportamento homossexual foi descriminalizado na Tchecoslováquia, seguindo a pesquisa científica de Kurt Freund que incluiu falometria de homens gays que pareciam ter desistido de relações sexuais com outros homens e estabelecido casamentos heterossexuais. Freund chegou à conclusão de que uma orientação homossexual não pode ser mudada. No entanto, a afirmação de que a falometria em homens foi a única razão para a descriminalização do comportamento homossexual na Tchecoslováquia é contrariada pelo fato de que também se aplicava às mulheres, já que a noção de uma fixidez de orientação sexual específica do sexo masculino como um argumento para os direitos dos gays combinada com a noção de plasticidade sexual feminina é adversa aos direitos das lésbicas.
Em 1972, a Suécia se tornou o primeiro país do mundo a permitir que pessoas transgênero por legislação mudassem cirurgicamente de sexo e oferecessem terapia de reposição hormonal gratuita.
Em 1979, várias pessoas na Suécia ligaram em protesto contra a homossexualidade ser classificada como uma doença. Isto foi seguido por uma ocupação ativista da sede do Conselho Nacional de Saúde e Bem-Estar. Em poucos meses, a Suécia tornou-se o primeiro país da Europa entre aqueles que anteriormente definiram a homossexualidade como uma doença a removê-la como tal.
Em 1989, a Dinamarca foi o primeiro país da Europa e do mundo a introduzir a parceria civil para casais do mesmo sexo.
Em 1991, a Bulgária foi o primeiro país da Europa a proibir o casamento entre pessoas do mesmo sexo. Desde então, seguiram-se treze países (Lituânia em 1992, Bielorrússia e Moldávia em 1994, Ucrânia em 1996, Polónia em 1997, Letónia e Sérvia em 2006, Montenegro em 2007, Hungria em 2012, Croácia em 2013, Eslováquia em 2014, Arménia em 2015 e Geórgia em 2018).
Em 2001, um passo seguinte foi dado, quando a Holanda abriu o casamento civil para casais do mesmo sexo, tornando-se o primeiro país do mundo a fazê-lo.

## Legislação por país ou território

### Europa

#### União Europeia
| Direitos LGBT em: | Atos homossexuais são legais?         | Reconhecimento de relacionamentos entre pessoas do mesmo sexo | Casamento entre pessoas do mesmo sexo | Adoção por pessoas do mesmo sexo                                                                       | Permite que homossexuais assumidos sirvam às forças armadas? | Anti-discriminação (orientação sexual) | Leis sobre identidade de gênero/expressão |
| ----------------- | ------------------------------------- | ------------------------------------------------------------- | ------------------------------------- | --- | ------------------------------------------------------------ | --- | ----------------------------------------- |
| União Europeia    | Legal em todos os 27 estados-membros. | / Legal em 22/27 estados-membros.                             | / Legal em 14/27 estados-membros.     | / Adoção de enteados é legal em 18/27 estados-membros; Adoção conjunta legal em 13/27 estados-membros. | Legal em todos os 27 estados-membros.                        | A união exige que seus estados-membros proíbam a discriminação contra gays no emprego; 2/27 estados-membros proíbem alguma discriminação antigay; 25/27 estados-membros proíbem toda discriminação antigay. | / Legal em 26/27 estados-membros.         |

#### Europa Ocidental
| Direitos LGBT em:                                                                    | Atos homossexuais são legais? | Reconhecimento de relacionamentos entre pessoas do mesmo sexo | Casamento entre pessoas do mesmo sexo | Adoção por pessoas do mesmo sexo                                                                          | Permite que homossexuais assumidos sirvam às forças armadas? | Anti-discriminação (orientação sexual) | Leis sobre identidade de gênero/expressão |
| ------------------------------------------------------------------------------------ | --- | --- | --- | --- | ------------------------------------------------------------ | --- | --- |
| Andorra                                                                              | Legal desde 1990 + Ass. decl. ONU | União estável desde 2005. União Civil desde 2014. | Legal desde 17 de fevereiro de 2023. | Legal desde 2014                                                                                          | Sem forças armadas                                           | Proibição de todas as formas de discriminação com base na orientação sexual. Proteção contra crimes de ódio motivados pela orientação sexual.                                                                            | Legal a partir de 2023. |
| Bélgica País integrante da União Europeia e da Zona do Euro.                         | Legal em todo o país desde 1795 + Ass. decl. ONU | Legal desde 2000 | Legal desde 1 de junho de 2003. | Legal desde 2006                                                                                          | Sim (inclui pessoas transgênero).                            | Proibição de todas as formas de discriminação com base na orientação sexual, identidade e expressão de gênero. Proteção contra crimes de ódio e discurso de ódio motivado pela orientação sexual e identidade de gênero. | Desde 2018, as mudanças de sexo não requerem esterilização e/ou cirurgia. |
| Espanha País integrante da União Europeia e da Zona do Euro.                         | Legal entre 1822 e 1929; Legal novamente entre 1932 e 1944; E desde 1979. + Ass. decl. ONU                                                                    | Uniões Civis de facto nas Comunidades Autônomas da Espanha: Catalunha (desde 1998); Aragão (desde 1999); Castela-Mancha e Navarra (desde 2000); Ilhas Baleares, Comunidade de Madri e Comunidade Valenciana (desde 2001); Andaluzia, Astúrias e Castela e Leão (desde 2002); Extremadura, Ilhas Canárias e País Basco (desde 2003); Cantábria (desde 2005); Galiza (desde 2008); La Rioja (desde 2010) e em Múrcia (desde 2018). E nas Cidades Autônomas de: Ceuta (desde 1998) e Melilha (desde 2008). | Legal desde 3 de julho de 2005. | Legal desde 2005                                                                                          | Legal desde 2005 (inclui pessoas transgênero).               | Proibição de algumas formas de discriminação com base na orientação sexual e identidade de gênero. Proteção contra discurso de ódio e crimes de ódio motivados pela orientação sexual e identidade de gênero.            | Desde 2007, todos os documentos podem ser alterados para o gênero reconhecido. |
| França País integrante da União Europeia e da Zona do Euro.                          | Legal em todo o país desde 1791 Legal em Saboia desde 1792. + Ass. decl. ONU                                                                                  | Pacto civil de solidariedade desde 1999. | Legal desde 18 de maio de 2013. | Legal desde 2013                                                                                          | Sim (inclui pessoas transgênero).                            | Proibição de todas as formas de discriminação com base na orientação sexual e identidade de gênero. Proteção contra discurso de ódio e crimes de ódio motivados pela orientação sexual e identidade de gênero.           | Desde 2017, as mudanças de sexo não requerem mais esterilização e/ou cirurgia. |
| Gibraltar (Território ultramarino do Reino Unido)                                    | Legal desde 1993 + Ass. decl. ONU | Legal desde 2014 | Legal desde 2016 | Legal desde 2014                                                                                          | Reino Unido responsável pela defesa.                         | Proibição de discriminação no emprego com base na orientação sexual. Proteção contra discurso de ódio e crimes de ódio motivados pela orientação sexual.                                                                 | Proíbe a discriminação com base em redesignação de gênero. |
| Guernsey (Dependência da Coroa Britânica)                                            | Legal desde 1983 + Ass. decl. ONU | Uniões civis realizadas no Reino Unido reconhecidas para fins de sucessão hereditária. (desde 2012). Uniões civis realizadas no exterior, reconhecidas para os mesmos fins. (desde 2017). | Legal desde 2017 em Alderney e Guernsey. Legal desde 2020 em Sark. | Legal desde 2017                                                                                          | Reino Unido responsável pela defesa.                         | Proibição de algumas formas de discriminação por orientação sexual e redesignação de sexo. (desde 2004). | Mudanças legais de gênero. (desde 2007). |
| Ilha de Man (Dependência da Coroa Britânica)                                         | Legal desde 1992 + Ass. decl. ONU | Legal desde 2011 | Legal desde 2016 | Legal desde 2011                                                                                          | Reino Unido responsável pela defesa.                         | Proibição de discriminação no emprego com base na orientação sexual. | Pessoas trans têm permissão para mudar seu gênero legal e ter seu novo gênero reconhecido como resultado da "Lei de Reconhecimento de Gênero de 2009".                                       |
| Irlanda País integrante da União Europeia e da Zona do Euro.                         | Masculino legal desde 1993 Feminino sempre foi legal + Ass. decl. ONU                                                                                         | Legal desde 2011 (Parcerias realizadas de 2010 a 2015, ainda são reconhecidas). | Legal desde 16 de novembro de 2015. (Após um referendo constitucional). | Legal desde 2017                                                                                          | Sim (inclui pessoas transgênero).                            | Proibição de todas as formas de discriminação com base na orientação sexual. Proteção contra discurso de ódio com base na orientação sexual.                                                                             | De acordo com a "Lei de Reconhecimento de Gênero de 2015". |
| Jersey (Dependência da Coroa Britânica)                                              | Legal desde 1990 + Ass. decl. ONU | Legal desde 2012 | Legal desde 2018 | Legal desde 2012                                                                                          | Reino Unido responsável pela defesa.                         | Proibição de todas as formas de discriminação por orientação sexual e redesignação de sexo. (desde 2015). | Sob a "Lei de Reconhecimento de Gênero". (desde 2010). |
| Luxemburgo País integrante da União Europeia e da Zona do Euro.                      | Legal desde 1795 + Ass. decl. ONU | Legal desde 2004 | Legal desde 1 de janeiro de 2015. | Legal desde 2015                                                                                          | Sim                                                          | Proibição de todas as formas de discriminação com base na orientação sexual. Proteção contra discurso de ódio e crimes de ódio motivados pela orientação sexual.                                                         | Mudança de nome e sexo cadastrado sem a necessidade de intervenção médica e/ou cirúrgica. (desde 2018).                                                                                      |
| Mônaco                                                                               | Legal desde 1793 + Ass. decl. ONU | Legal desde 2020 | Não | Não | França responsável pela defesa.                              | Proteção contra discurso de ódio motivado pela orientação sexual. | Não |
| Países Baixos País integrante da União Europeia e da Zona do Euro.                   | Legal desde 1811 + Ass. decl. ONU | Legal desde 1998 | Legal desde 1 de abril de 2001. (Primeiro país da Europa e do mundo, a legalizar o casamento entre pessoas do mesmo sexo). | Legal desde 2001                                                                                          | Sim (inclui pessoas transgênero).                            | Proibição de todas as formas de discriminação com base na orientação sexual. Proteção contra discurso de ódio motivado pela orientação sexual.                                                                           | Desde 2014, as mudanças de sexo não requerem esterilização e/ou cirurgia. |
| Portugal País integrante da União Europeia e da Zona do Euro.                        | Legal entre 1852 e 1886; Novamente desde 1983. + Ass. decl. ONU                                                                                               | Legal desde 2001 | Legal desde 5 de junho de 2010. | Legal desde 2016                                                                                          | Legal desde 1999                                             | Proíbe todos os tipos de discriminação anti-LGBT, de acordo com o artigo 13º da "Constituição da República Portuguesa".                                                                                                  | Mudança de nome e sexo legalmente registrado. É necessário diagnóstico de disforia de gênero. (desde 2011). Sem a necessidade de intervenção médica e/ou cirurgias anteriores. (desde 2018). |
| Reino Unido Formado por: Escócia , Inglaterra , Irlanda do Norte , e País de Gales . | Masculino legal Na Inglaterra e no País de Gales desde 1967. Na Escócia desde 1981. Na Irlanda do Norte desde 1982 Feminino sempre foi legal + Ass. decl. ONU | União Civil desde 2005 | A legislação que permite o casamento entre pessoas do mesmo sexo foi promulgada por Consentimento Real, na Inglaterra e no País de Gales em 13 de março de 2014. Na Escócia desde 16 de dezembro de 2014. Na Irlanda do Norte desde 13 de janeiro de 2020. | Legal na Inglaterra e no País de Gales desde 2005. Na Escócia desde 2009. Na Irlanda do Norte desde 2013. | Legal desde 2000 (inclui pessoas transgênero).               | Proibição constitucional de todas as formas de discriminação com base na orientação sexual e identidade de gênero. Proteção contra discurso de ódio e crimes de ódio motivados pela orientação sexual.                   | Sob a "Lei de Reconhecimento de Gênero de 2004". |

#### Europa Setentrional
| Direitos LGBT em:                                              | Atos homossexuais são legais?                                | Reconhecimento de relacionamentos entre pessoas do mesmo sexo                                                          | Casamento entre pessoas do mesmo sexo                                             | Adoção por pessoas do mesmo sexo | Permite que homossexuais assumidos sirvam às forças armadas? | Anti-discriminação (orientação sexual) | Leis sobre identidade de gênero/expressão |
| -------------------------------------------------------------- | ------------------------------------------------------------ | --- | --------------------------------------------------------------------------------- | --- | ------------------------------------------------------------ | --- | --- |
| Alanda (Região autônoma da Finlândia)                          | Legal desde 1971 + Ass. decl. ONU                            | Legal desde 2002 | Legal desde 2017                                                                  | Sob à lei finlandesa. | Finlândia é responsável pela defesa.                         | Proíbe toda discriminação anti-gay. | Sem dados |
| Dinamarca País integrante da União Europeia.                   | Legal desde 1933 + Ass. decl. ONU                            | Coabitação não registrada desde 1986. União Civil de 1989 a 2012. (Estas parcerias ainda são reconhecidas legalmente). | Legal desde 15 de junho de 2012.                                                  | Adoção de enteados desde 1999. Adoção conjunta desde 2010.                                                                                        | Sim (inclui pessoas transgênero).                            | Proibição de algumas formas de discriminação com base na orientação sexual. Proteção contra discurso de ódio e crimes de ódio motivados pela orientação sexual. | Mudança de nome e registro de sexo sem a necessidade de cirurgias prévias. (desde 2014).                                                        |
| Estônia País integrante da União Europeia e da Zona do Euro.   | Legal desde 1992 + Ass. decl. ONU                            | Legal desde 2016 | / Casamentos do mesmo sexo realizados no exterior são reconhecidos. (desde 2017). | / Adoção de enteados desde 2016. Casais em que ambos os parceiros são inférteis, podem adotar em conjunto, crianças não biológicas. (desde 2016). | Sim (inclui pessoas transgênero).                            | Proibição de todas as formas de discriminação com base na orientação sexual e identidade de gênero. Proteção contra discurso de ódio motivado pela orientação sexual. | Mudança de nome e sexo de registro após intervenção médica.                                                                                     |
| Finlândia País integrante da União Europeia e da Zona do Euro. | Legal desde 1971 + Ass. decl. ONU                            | Parcerias registradas de 2002 a 2017. (Estas parcerias ainda são reconhecidas legalmente).                             | Legal desde 1 de março de 2017.                                                   | Adoção de enteados desde 2009. Adoção conjunta desde 2017.                                                                                        | Sim (inclui pessoas transgênero).                            | Proibição de todas as formas de discriminação com base na orientação sexual, identidade de gênero e expressão de gênero. Proteção contra discurso de ódio e crimes de ódio motivados pela orientação sexual e identidade de gênero. | Mudança de nome e sexo de registro após intervenção médica.                                                                                     |
| Ilhas Feroe (Região autônoma do Reino da Dinamarca)            | Legal desde 1933 + Ass. decl. ONU                            | União Civil desde 2016                                                                                                 | Legal desde 2017                                                                  | Legal desde 2017 | Dinamarca é responsável pela defesa.                         | Proibição de todas as formas de discriminação com base na orientação sexual. Proteção contra discurso de ódio e crimes de ódio motivados pela orientação sexual. | Não |
| Islândia                                                       | Legal desde 1940 (Como parte da Dinamarca). + Ass. decl. ONU | Coabitação registrada desde 2006. (Parcerias registradas de 1996 a 2010, ainda são reconhecidas legalmente).           | Legal desde 27 de junho de 2010.                                                  | Adoção do filho biológico do casal. (desde 2000). Adoção conjunta. (desde 2006).                                                                  | Sem forças armadas                                           | Proibição de algumas formas de discriminação com base na orientação sexual, identidade e expressão de gênero. Proteção contra discurso de ódio motivado por orientação sexual e identidade de gênero. | Mudanças de sexo são legais e os documentos podem ser alterados para o sexo reconhecido, sem a necessidade de cirurgias prévias.                |
| Letônia País integrante da União Europeia e da Zona do Euro.   | Legal desde 1992 + Ass. decl. ONU                            | Não | Proibição constitucional desde 2006.                                              | Indivíduos LGBT podem adotar, mas não casais do mesmo sexo. Inclui-se adoção de enteados.                                                         | Sim                                                          | Proibição de discriminação no emprego com base na orientação sexual. | A mudança legal é permitida, porém, requer uma transição "total" e a aprovação do médico ou do tribunal. Esterilização é necessária.            |
| Lituânia País integrante da União Europeia e da Zona do Euro.  | Legal desde 1993 + Ass. decl. ONU                            | / Direitos de residência limitados para casais do mesmo sexo desde 2018. Legalização proposta.                         | Proibição constitucional desde 1992.                                              | Apenas casais heterossexuais podem adotar. | Sim                                                          | Proibição de todas as formas de discriminação com base na orientação sexual. Proteção contra discurso de ódio e crimes de ódio motivados pela orientação sexual. Restrição à liberdade de expressão: São penalizadas pelo "Código de Infrações Administrativas", as atividades ou publicações que violem os chamados “valores familiares” estabelecidos pela Constituição Lituana. | Mudança de gênero legal, porém, cirurgia é necessária.                                                                                          |
| Noruega                                                        | Legal desde 1972 + Ass. decl. ONU                            | Coabitação não registrada desde 1991. União Civil de 1993 a 2009. (Estas parcerias ainda são reconhecidas legalmente). | Legal desde 1 de janeiro de 2009.                                                 | Adoção de enteados. (desde 2002). Adoção conjunta. (desde 2009).                                                                                  | Sim (inclui pessoas transgênero).                            | Proibição de todas as formas de discriminação com base na orientação sexual, identidade e expressão de gênero. Proteção contra discurso de ódio e crimes de ódio motivados pela orientação sexual. | Mudança de nome e sexo de registro sem a necessidade de intervenção médica e/ou cirurgias prévias. (desde 2016).                                |
| Suécia País integrante da União Europeia.                      | Legal desde 1944 + Ass. decl. ONU                            | Coabitação não registrada desde 1987. União Civil de 1995 a 2009. (Estas parcerias ainda são reconhecidas legalmente). | Legal desde 1 de maio de 2009.                                                    | Legal desde 2003 | Sim (inclui pessoas transgênero).                            | Proteção constitucional contra a discriminação com base na orientação sexual. Proteção abrangente contra a discriminação com base na orientação sexual e identidade ou expressão transgênero. Proteção contra discurso de ódio e crimes de ódio motivados pela orientação sexual.                                                                                                  | Mudança de nome e sexo registrado após cirurgia de redesignação de sexo. (desde 1972). Sem a necessidade de cirurgias anteriores. (desde 2013). |

#### Europa Central
| Direitos LGBT em:                                               | Atos homossexuais são legais? | Reconhecimento de relacionamentos entre pessoas do mesmo sexo                                                                                 | Casamento entre pessoas do mesmo sexo | Adoção por pessoas do mesmo sexo                                                                              | Permite que homossexuais assumidos sirvam às forças armadas? | Anti-discriminação (orientação sexual) | Leis sobre identidade de gênero/expressão |
| --------------------------------------------------------------- | --- | --- | --- | --- | ------------------------------------------------------------ | --- | --- |
| Alemanha País integrante da União Europeia e da Zona do Euro.   | Legal na Alemanha Oriental desde 1968. Legal na Alemanha Ocidental desde 1969. + Ass. decl. ONU                                                 | União Civil de 2001 a 2017. (Estas parcerias, bem como as realizadas no exterior, são legalmente reconhecidas).                               | Legal desde 1 de outubro de 2017. | Adoção de enteados desde 2005. Adoção sucessiva desde 2013. Adoção conjunta desde 2017.                       | Sim (inclui pessoas transgênero).                            | Proibição de algumas formas de discriminação com base na orientação sexual e identidade de gênero. Proibição constitucional de todas as formas de discriminação com base na orientação sexual e identidade de gênero, em alguns estados. | Mudança de nome e sexo registrado após cirurgia de redesignação de sexo. (desde 1980). Sem a necessidade de cirurgias anteriores. (desde 2011). Opção de não indicar sexo em documentos para crianças intersexuais. (desde 2013). Terceira opção de pessoas intersexuais, de gêneros "diferentes". (desde 2018). |
| Áustria País integrante da União Europeia e da Zona do Euro.    | Legal desde 1971 + Ass. decl. ONU | União Civil desde 2010 | Legal desde 1 de janeiro de 2019. | Adoção de enteados desde 2013. Adoção conjunta desde 2016.                                                    | Sim (inclui pessoas transgênero).                            | Proibição de algumas formas de discriminação com base na orientação sexual e identidade de gênero. Proteção contra discurso de ódio e crimes de ódio motivados pela orientação sexual.                                                   | Mudança de nome e registro de sexo sem a necessidade de cirurgias prévias. |
| Chéquia País integrante da União Europeia.                      | Legal desde 1962 (Como parte da Tchecoslováquia). + Ass. decl. ONU                                                                              | União Civil desde 2006 | Legalização proposta. | / Indivíduos LGBT em uma união registrada podem adotar. Enteado e adoção conjunta pendentes de legislação.    | Sim (inclui pessoas transgênero).                            | Proibição de todas as formas de discriminação com base na orientação sexual e identidade de gênero. | Reconhecimento legal após cirurgia de redesignação de sexo. (Com esterilização obrigatória). |
| Eslováquia País integrante da União Europeia e da Zona do Euro. | Legal desde 1962 (Como parte da Tchecoslováquia). + Ass. decl. ONU                                                                              | / Alguns direitos de residência limitados à casais do mesmo sexo, não registrados, que coabitam. (desde 2018).                                | Proibição constitucional desde 2014. | / Indivíduos LGBT podem adotar, mas não casais do mesmo sexo.                                                 | Sim                                                          | Proibição de todas as formas de discriminação com base na orientação sexual. Proteção contra discurso de ódio e crimes de ódio motivados pela orientação sexual.                                                                         | Reconhecimento legal após cirurgia de redesignação de sexo. (Com esterilização obrigatória). |
| Hungria País integrante da União Europeia.                      | Legal desde 1962 + Ass. decl. ONU | União Civil desde 2009 | Proibição constitucional desde 2012. | Proibição constitucional desde 2020.                                                                          | Sim                                                          | Proibição de todas as formas de discriminação com base na orientação sexual e identidade de gênero. Proteção contra discurso de ódio e crimes de ódio motivados pela orientação sexual e identidade de gênero.                           | As pessoas transgênero não podem mudar de sexo e/ou gênero na identidade de registro. (desde 2020). A identidade de gênero é protegida da discriminação. |
| Liechtenstein                                                   | Legal desde 1989 + Ass. decl. ONU | União Civil desde 2011 | Não | / Indivíduos LGBT podem adotar, mas não casais do mesmo sexo.                                                 | Sem forças armadas                                           | Proibição de todas as formas de discriminação com base na orientação sexual. Proteção contra discurso de ódio motivado pela orientação sexual.                                                                                           | Mudança de gênero é ilegal. |
| Polônia País integrante da União Europeia.                      | Legal até ao século XVIII. Criminalizado no século XIX e descriminalizado novamente em 1932. + Ass. decl. ONU                                   | / Coabitação não registrada. (desde 2012). Parcerias registradas legalmente. (proposta desde 2019).                                           | Proibição constitucional desde 1997. (O Artigo 18º da Constituição é geralmente interpretado como uma limitação do casamento legal apenas entre um homem e uma mulher). | / Indivíduos LGBT podem adotar, mas não casais do mesmo sexo.                                                 | Sim                                                          | Proibição de discriminação no emprego com base na orientação sexual. | Mudança de nome e registro de sexo sem a necessidade de cirurgias prévias. (É necessária uma intervenção médica). |
| Suíça                                                           | Legal em todo o país desde 1942. Legal nos Cantões suíços de Genebra (Como parte da França), Ticino, Valais e Vaud desde 1798. + Ass. decl. ONU | Legal nos Cantões suíços de Genebra desde 2001; Zurique desde 2003; Neuchâtel desde 2004 e Friburgo desde 2005. De forma nacional desde 2007. | Legal desde 1 de julho de 2022. | / Adoção de enteado. (desde 2018). Adoção conjunta aprovada pelo parlamento. (Aguardando referendo nacional). | Sim (inclui pessoas transgênero).                            | Proibição de todas as formas de discriminação com base na orientação sexual. Proteção contra discurso de ódio motivado pela orientação sexual.                                                                                           | Os documentos legais podem ser emitidos com base na nova identidade de gênero de uma pessoa. A esterilização é tecnicamente necessária, mas não é aplicada desde 2012. Uma parceria registrada pode se tornar um casamento entre o novo casal do sexo oposto.                                                    |

#### Europa de Sudeste
| Direitos LGBT em: | Atos homossexuais são legais? | Reconhecimento de relacionamentos entre pessoas do mesmo sexo                                  | Casamento entre pessoas do mesmo sexo                                       | Adoção por pessoas do mesmo sexo | Permite que homossexuais assumidos sirvam às forças armadas?                   | Anti-discriminação (orientação sexual) | Leis sobre identidade de gênero/expressão |
| --- | --- | ---------------------------------------------------------------------------------------------- | --------------------------------------------------------------------------- | --- | ------------------------------------------------------------------------------ | --- | --- |
| Acrotíri e Deceleia (Território ultramarino do Reino Unido, localizado na Ilha de Chipre)                                                           | Legal desde 2000 + Ass. decl. ONU | Desde 2005 para membros das Forças Armadas Britânicas.                                         | Legal desde 2014 para membros das Forças Armadas Britânicas.                | Sem dados | Reino Unido responsável pela defesa.                                           | Proíbe de alguma discriminação anti-gay. | Sem dados |
| Albânia | Legal desde 1995 + Ass. decl. ONU | Não                                                                                            | Legalização proposta.                                                       | Não | Sim                                                                            | Proibição de todas as formas de discriminação com base na orientação sexual e identidade de gênero. Proteção contra discurso de ódio e crimes de ódio motivados pela orientação sexual e identidade de gênero.                                                                                               | / Sem reconhecimento legal, porém, os transgêneros são uma classe protegida por lei.                                                             |
| Bósnia e Herzegovina | Legal desde 1996 na Federação da Bósnia e Herzegovina. Legal desde 1998 na República Sérvia. Legal desde 2003 no Distrito de Brčko. + Ass. decl. ONU | Não                                                                                            | Não                                                                         | Não | Sim                                                                            | Proibição de todas as formas de discriminação com base na orientação sexual, identidade e expressão de gênero. Proteção contra crimes de ódio motivados pela orientação sexual e identidade de gênero. | Mudança de nome e sexo registrado após cirurgia de redesignação de sexo.                                                                         |
| Bulgária País integrante da União Europeia. | Legal desde 1968 + Ass. decl. ONU | / Direitos de residência limitados à casais do mesmo sexo. (desde 2018).                       | Proibição constitucional desde 1991.                                        | Indivíduos LGBT podem adotar, mas não casais do mesmo sexo. | Sim                                                                            | Proibição de todas as formas de discriminação com base na orientação sexual e identidade de gênero. Proteção contra discurso de ódio motivado pela orientação sexual. | Mudança de nome e sexo registrado após cirurgia de redesignação de sexo.                                                                         |
| Chipre País integrante da União Europeia e da Zona do Euro.                                                                                         | Legal desde 1998 + Ass. decl. ONU | União Civil desde 2015                                                                         | Não                                                                         | Não | Legal desde 2014                                                               | Proibição de discriminação no emprego com base na orientação sexual. (desde 2004). Proteção contra discurso de ódio com base na orientação sexual e identidade de gênero. (desde 2013). | Proíbe a discriminação com base na identidade de gênero. Mudança de gênero e/ou sexo no registro é ilegal.                                       |
| Chipre do Norte (Território de maioria turco-muçulmana, em disputa com o governo central de Nicósia – Chipre, sendo este, de maioria grega-cristã). | Legal desde 2014 | Não                                                                                            | Não                                                                         | Não | Não                                                                            | Proibição de todas as formas de discriminação com base na orientação sexual e identidade de gênero. Proteção contra discurso de ódio e crimes de ódio motivados pela orientação sexual e identidade de gênero.                                                                                               | Mudança de nome e sexo registrado após cirurgia de redesignação de sexo.                                                                         |
| Kosovo (Reconhecido por 98 dos 193 Estados-membros da ONU, reivindicado como parte da soberania da Sérvia.)                                         | Legal desde 1994 (Como parte da Iugoslávia). | Não                                                                                            | Não                                                                         | Indivíduos LGBT podem adotar, mas não casais do mesmo sexo. | Legal desde 1994                                                               | Proibição constitucional de todas as formas de discriminação com base na orientação sexual. Proibição legal de todas as formas de discriminação com base na orientação sexual e identidade de gênero. Proteção contra crimes de ódio motivados pela orientação sexual.                                       | Sem reconhecimento legal. |
| Croácia País integrante da União Europeia e da Zona do Euro.                                                                                        | Legal desde 1977 (Como parte da Iugoslávia). + Ass. decl. ONU                                                                                        | Coabitação não registrada desde 2003. União Civil desde 2014.                                  | Proibição constitucional desde 2013.                                        | / Tutela do parceiro desde 2014 (Responsabilidade parental e relação permanente de parentesco entre um parceiro vitalício e o filho do parceiro, que está registrada na certidão de nascimento da criança). | Sim                                                                            | Proibição de todas as formas de discriminação com base na orientação sexual, identidade e expressão de gênero. Proteção contra discurso de ódio e crimes de ódio motivados pela orientação sexual e identidade de gênero.                                                                                    | Mudança de nome e sexo registrado após intervenção médica e/ou cirurgia de redesignação de sexo.                                                 |
| Eslovênia País integrante da União Europeia e da Zona do Euro.                                                                                      | Legal desde 1977 (Como parte da Iugoslávia). + Ass. decl. ONU                                                                                        | Coabitação não registrada desde 2006. União Civil desde 2017.                                  | Legal desde 8 de julho de 2022                                              | Legal desde 8 de julho de 2022. | Sim                                                                            | Proibição de todas as formas de discriminação com base na orientação sexual, identidade e expressão de gênero. Proteção contra discurso de ódio motivado pela orientação sexual. | Mudança de nome e sexo registrado após intervenção médica e/ou cirurgia de redesignação de sexo.                                                 |
| Grécia País integrante da União Europeia e da Zona do Euro.                                                                                         | Legal desde 1951 + Ass. decl. ONU | União Civil desde 2015                                                                         | Não                                                                         | / Casais do mesmo sexo em uma união civil podem se tornar pais adotivos. Indivíduos LGBT podem adotar, mas não casais do mesmo sexo.                                                                        | Sim                                                                            | Proibição de todas as formas de discriminação com base na orientação sexual e identidade de gênero. Proteção contra discurso de ódio e crimes de ódio motivados pela orientação sexual e identidade de gênero.                                                                                               | Ao abrigo da "Lei de Reconhecimento de Gênero Legal" de 2017.                                                                                    |
| Itália País integrante da União Europeia e da Zona do Euro.                                                                                         | Legal desde 1890 + Ass. decl. ONU | União Civil desde 2016                                                                         | / Um casamento do mesmo sexo foi reconhecido em 2017. Legalização proposta. | / Adoção de enteado admitida pelo "Tribunal de Cassação". (desde 2016). | Sim                                                                            | Proibição de discriminação no emprego com base na orientação sexual. | Mudança de nome e sexo registrado após cirurgia de redesignação de sexo. (desde 1982). Não há necessidade de cirurgias anteriores. (desde 2015). |
| Macedônia do Norte | Legal desde 1996 + Ass. decl. ONU | Não                                                                                            | Não                                                                         | Não | Sim                                                                            | Proibição de todas as formas de discriminação com base na orientação sexual e identidade de gênero. Proteção contra crimes de ódio motivados pela orientação sexual. | Mudança de nome legal sem referência explícita à identidade de gênero.                                                                           |
| Malta País integrante da União Europeia e da Zona do Euro.                                                                                          | Legal desde 1973 + Ass. decl. ONU | União Civil desde 2014                                                                         | Legal desde 1 de setembro de 2017.                                          | Legal desde 2014 | Sim                                                                            | Proibição constitucional de todas as formas de discriminação com base na orientação sexual e identidade de gênero. Proibição de todas as formas de discriminação com base na expressão de gênero. Proteção contra discurso de ódio e crimes de ódio motivados pela orientação sexual e identidade de gênero. | Pessoas transgênero têm permissão para mudar de gênero, não é necessária cirurgia. (desde 2015).                                                 |
| Montenegro | Legal desde 1977 (Como parte da Iugoslávia). + Ass. decl. ONU                                                                                        | União Civil desde 2021.                                                                        | Proibição constitucional desde 2007.                                        | Não | Sim                                                                            | Proibição de todas as formas de discriminação com base na orientação sexual, identidade e expressão de gênero. Proteção contra discurso de ódio e crimes de ódio motivados pela orientação sexual e identidade de gênero.                                                                                    | Mudança de nome e sexo registrado após cirurgia de redesignação de sexo.                                                                         |
| Romênia País integrante da União Europeia. | Legal desde 1996 + Ass. decl. ONU | / Direitos de residência limitados à casais do mesmo sexo. (desde 2018). Legalização proposta. | Não                                                                         | Indivíduos LGBT podem adotar, mas não casais do mesmo sexo. | Sim                                                                            | Proibição de todas as formas de discriminação com base na orientação sexual. Proteção contra crimes de ódio motivados pela orientação sexual. | Reconhecimento legal após cirurgia de redesignação de sexo. (Esterilização obrigatória).                                                         |
| São Marinho | Legal desde 1865 + Ass. decl. ONU | Coabitação não registrada desde 2012. União Civil desde 2019.                                  | Não                                                                         | / Adoção de enteados é legal desde 2019. | Sem forças armadas                                                             | Proteção constitucional contra a discriminação com base na orientação sexual. (desde 2019). Proteção contra discurso de ódio e crimes de ódio motivados pela orientação sexual. | Sem reconhecimento legal. |
| Sérvia | Legal desde 1994 (Como parte da Iugoslávia). + Ass. decl. ONU                                                                                        | Não                                                                                            | Proibição constitucional desde 2006.                                        | Indivíduos LGBT podem adotar, mas não casais do mesmo sexo | Política Don't ask, don't tell (similar ao dos EUA).                           | Proibição de todas as formas de discriminação com base na orientação sexual e identidade de gênero. Proteção contra crimes de ódio motivados pela orientação sexual e identidade de gênero e discurso de ódio motivado pela orientação sexual.                                                               | Legal após 1 ano de terapia hormonal, a cirurgia não é mais necessária (desde 2019).                                                             |
| Turquia (O país tem sua maior parte territorial, a chamada Península da Anatólia, incluindo sua capital Ancara, localizada na Ásia).                | Legal desde 1858 | No                                                                                             | No                                                                          | No | Homossexuais estão isentos do serviço militar e marcados como doentes mentais. | Proposto (Adicionado à constituição em 2004, mas retirado depois pelo governo). | Legal desde 1988, requer esterilização e cirurgia para mudança de sexo legalmente.                                                               |
| Vaticano (Cidade-Estado sede da Igreja Católica Apostólica Romana).                                                                                 | Legal desde 1890 (Como parte da Itália). | Não                                                                                            | Não                                                                         | Não | Sem forças armadas                                                             | Não | Não |

#### Europa Oriental
| Direitos LGBT em: | Atos homossexuais são legais? | Reconhecimento de relacionamentos entre pessoas do mesmo sexo | Casamento entre pessoas do mesmo sexo | Adoção por pessoas do mesmo sexo                            | Permite que homossexuais assumidos sirvam às forças armadas?                                                                                 | Anti-discriminação (orientação sexual) | Leis sobre identidade de gênero/expressão |
| --- | --- | ------------------------------------------------------------- | ------------------------------------- | ----------------------------------------------------------- | --- | --- | --- |
| Abecásia (República autônoma localizada no noroeste da Geórgia. Independência reconhecida apenas por Nauru, Nicarágua, Rússia e Venezuela. Território reivindicado pela Geórgia).        | Legal desde 1991 | Não                                                           | Não                                   | Não                                                         | Sem dados | Não | Sem dados |
| Armênia | Legal desde 2002 + Ass. decl. ONU | Não                                                           | Proibição constitucional desde 2015.  | Não                                                         | Não | Não | Mudança de sexo registrada após cirurgia de redesignação de sexo. |
| Artsaque (República independente de facto, encravada entre a Armênia e o Azerbaijão. Território reivindicado como parte do Azerbaijão).                                                  | Legal desde 2000 | Não                                                           | Proibição constitucional desde 2006.  | Não                                                         | Sem dados | Não | Sem dados |
| Azerbaijão | Legal desde 2000 | No                                                            | No                                    | No                                                          | Banimento do serviço militar. | No | Mudança de sexo registrada após cirurgia de redesignação de sexo. |
| Bielorrússia | Legal desde 1994 | Não                                                           | Proibição constitucional desde 1994.  | Não                                                         | / Banido do serviço militar em tempos de paz, mas durante a guerra, os homossexuais têm permissão para se alistar como parcialmente capazes. | Restrição à liberdade de expressão: A lei sobre "proteger as crianças de informações prejudiciais à sua saúde e desenvolvimento", proíbe a divulgação de informações que "desacreditem a instituição da família e do casamento". Restrição de associação: A "Lei de Associações Públicas" proíbe a operação de ONGs não registradas. Tentativas de associações para registrar grupos LGBT não tiveram sucesso. | Mudança de nome e registro de sexo sem a necessidade de cirurgias prévias. |
| Cazaquistão (O país tem sua maior parte, incluindo sua capital Astana, localizada na Ásia).                                                                                              | Legal desde 1998 | No                                                            | No                                    | No                                                          | No | / Lei contra a propaganda homossexual, declarada inconstitucional. Restrição de associação: A Lei da "Assembleia Pública" estabelece que a formação e funcionamento de associações públicas LGBT, "violam os princípios morais ou de saúde dos cidadãos". Não são permitidas, por exemplo, a atividade de associações públicas não registradas. | Mudança de nome e sexo registrado após avaliação física e psiquiátrica, terapia hormonal e cirurgia de resignação sexual. (Apenas para maiores de 21 anos).                                 |
| Geórgia | Legal desde 2000 + Ass. decl. ONU | Não                                                           | Proibição constitucional desde 2018.  | Não                                                         | Sem dados | Proibição de todas as formas de discriminação violenta, pela orientação sexual e identidade de gênero. Proteção contra crimes de ódio motivados pela orientação sexual e identidade de gênero. | Transgêneros são reconhecidos após a cirurgia de adequação sexual. Requer esterilização e cirurgia.                                                                                         |
| Moldávia | Legal desde 1995 + Ass. decl. ONU | Não                                                           | Proibição constitucional desde 1994.  | Não                                                         | Sim | Proibição de discriminação no emprego com base na orientação sexual. Proteção contra discurso de ódio motivado por orientação sexual. (desde 2019). | Não requer mais esterilização ou cirurgia para mudança legal. (desde 2017). |
| Ossétia do Sul (República autônoma, independente de facto, localizada no norte da Geórgia. Independência reconhecida apenas pela Federação Russa. Território reivindicado pela Geórgia). | Legal desde 1991 | Não                                                           | Não                                   | Não                                                         | Sem dados | Não | Sem dados |
| Rússia (O país tem sua maior parte territorial, porém pouco povoada e desenvolvida, à leste dos Montes Urais, localizada na Ásia).                                                       | Masculino legal desde 1993 Feminino sempre foi legal Ilegal de facto na Chechênia, onde homossexuais são sequestrados e enviados para campos de concentração com base na sua orientação sexual. | Não                                                           | Proibição constitucional desde 2020.  | Não                                                         | Não | Restrição à liberdade de expressão: A lei que proíbe a promoção de relações sexuais não tradicionais entre menores, tem sido usada para processar várias pessoas desde à sua promulgação, incluindo ativistas, sites e meios de comunicação. Restrição de associação: A Lei "Agente Estrangeiro" foi usada por várias organizações LGBT, que foram multadas. Em 2019, um tribunal em São Petersburgo ordenou a dissolução da Rede LGBT Russa e da comunidade LGBT Russa por publicar informações para a comunidade. | Mudança de nome e sexo legalmente registrado. É necessário um diagnóstico psiquiátrico de transexualidade. Não há necessidade de cirurgia de redesignação de sexo ou permissão do tribunal. |
| Transnístria (Região autônoma, independente de facto, encravada entre a Moldávia e a Ucrânia. Território reivindicado pela Moldávia).                                                    | Legal desde 2002 | Não                                                           | Não                                   | Não                                                         | Sem dados | Não | Sem dados |
| Ucrânia | Legal desde 1991 + Ass. decl. ONU | Não                                                           | Proibição constitucional desde 1996.  | Indivíduos LGBT podem adotar, mas não casais do mesmo sexo. | Sim | Proibição da discriminação no emprego com base na orientação sexual e identidade de gênero. | Não requer mais esterilização ou cirurgia para mudança legal. (desde 2016). |